# استان گیپوسکوا
گیپوسکوا (به اسپانیایی: Guipúzcoa)‏ استانی در شمال اسپانیا، در بخش خودمختار باسک است.
این استان هم‌مرز با استان‌های بیسکای، آلبا، بخش خودمختار نابارا، کشور فرانسه و دریای کانتابریا است.
مرکز این استان، شهر سان سباستین است و ۶۸۲٬۹۷۷ نفر (۲۰۰۲) در آن زندگی می‌کنند که از این میان یک چهارم، ساکن شهر سان سباستین هستند.
استان گیپوسکوا ۱٬۹۸۰ کیلومتر مربع مساحت دارد (کوچکترین استان اسپانیا) و دارای ۸۸ دهستان است.